# Antonio Lieto
Antonio Lieto (* 1983) ist ein italienischer Kognitionswissenschaftler und Informatiker auf dem Gebiet der Künstlichen Intelligenz. Er lehrt an der Universität Salerno und wissenschaftlicher Mitarbeiter am Institut für Hochleistungsrechnen des Italienischen Nationaler Forschungsrat. Zuvor war er Forscher an der Fakultät für Informatik der Universität Turin.

## Leben
Lieto studierte Kommunikationswissenschaft (technologischer lehrplan) an der Universität Salerno, wo er 2005 den Bachelor, 2008 den Masterabschluss und 2012 den Ph.D. erlangte. Danach war er als Postdoc-Forschungsstipendiat am Fachbereich Informatik der Universität Turin tätig und lehrte parallel von 2016 bis 2018 am dortigen Fachbereich für Management als Adjunct Professor für Web-Technologien. Seit 2021 ist er Assistant Professor mit Tenure-Track (RTD-B) der Informatik in Turin. Schwerpunkte seiner Forschung sind künstliche Intelligenz und kognitive Systeme.
Bekannt ist Lieto für seine Arbeit an kognitiv inspirierten Computermodellen der Kategorisierung, für den Vorschlag des Minimal Cognitive Grid als methodologisches Werkzeug zur Einstufung der Erklärungskraft biologisch und kognitiv inspirierter künstlicher Systeme. Zudem entwickelte er zusammen mit Gian Luca Pozzato eine kognitiv inspirierte probabilistische Beschreibungslogik, bekannt als TCL (Typicality-based Composition Logic), die für die automatisierte menschenähnliche Wissenserfindung und -generierung durch konzeptionelle Mischung und Kombination verwendet wird.
2020 ernannte ihn die Association for Computing Machinery zum ACM Distinguished Speaker. 2018 wurde er für seinen Beitrag auf dem Gebiet der kognitiv inspirierten künstlichen Systeme mit dem Outstanding Research Award der BICA Society (Biologically Inspired Cognitive Architecture Society) ausgezeichnet. Außerdem war er Vizepräsident der Italienischen Vereinigung für Kognitionswissenschaft. Seit Januar 2024 ist er gewähltes Mitglied des Wissenschaftlichen Vorstands der Italienischen Vereinigung für Künstliche Intelligenz (AIxIA).

## Veröffentlichungen
- Lieto, A. Cognitive Design for Artificial Minds. (2021) London/New York, Routledge (Taylor and Francis), ISBN 978-1-138-20792-9.
- A Storytelling Robot Managing Persuasive and Ethical Stances via ACT-R: An Exploratory Study. Augello, A, Città, G., Gentile, M. Lieto, A. (2023). International Journal of Social Robotics, 1-17.
- A Description Logic Framework for Commonsense Conceptual Combination Integrating Typicality, Probabilities and Cognitive Heuristics". Lieto, A., Pozzato G., (2020). Journal of Experimental and Theoretical Artificial Intelligence, 32 (5), 769-804.
- The knowledge level in cognitive architectures: Current limitations and possible developments. Lieto, A., Lebiere, C., & Oltramari, A. (2018). Cognitive Systems Research, 48, 39-55.
- Dual-PECCS: a cognitive system for conceptual representation and categorization. Lieto A., Radicioni, D. P., & Rho, V. (2017). Journal of Experimental and Theoretical Artificial Intelligence, 29(2), 433-452.
- Conceptual spaces for cognitive architectures: A Lingua Franca for different levels of representation. Lieto, A., Chella, A., & Frixione, M. (2017). Biologically Inspired Cognitive Architectures, 17, 1-9.
- A common-sense conceptual categorization system integrating heterogeneous proxytypes and the dual process of reasoning. Lieto, A., Radicioni, D. P., & Rho, V. (2015). In Twenty-fourth international joint conference on artificial intelligence.
- Influencing the Others’ Minds: An Experimental Evaluation of the Use and Efficacy of Fallacious-Reducible Arguments in Web and Mobile Technologies. Lieto, A., Vernero, F. (2014).  PsychNology Journal. 12 (3): 87–105.